# اتل گری تری
اتل گری تری (انگلیسی: Ethel Grey Terry؛ ۲ اکتبر ۱۸۸۲ – ۱ ژوئن ۱۹۳۱) هنرپیشه اهل ایالات متحده آمریکا بود. 
از فیلم‌هایی که وی در آن نقش داشته است، می‌توان به تاوان و چهارراه‌های نیویورک اشاره کرد.